# الخشناء

تعديل مصدري - تعديل

الخشناء هي إحدى قرى عزلة سرار بمديرية سرار التابعة لمحافظة أبين، بلغ تعداد سكانها 93 نسمة حسب تعداد اليمن لعام 2004.